# فاتح (فیلم ۱۹۵۶)
فاتح (انگلیسی: The Conqueror) یک فیلم حماسی سینماسکوپ به کارگردانی دیک پاول است که در سال ۱۹۵۶ منتشر شد.

## بازیگران
- جان وین
- سوزان هیوارد
- پدرو آرمنداریز
- اگنس مورهد
- توماس گومز
- ویلیام کنراد
- لی وان کلیف
- جان هویت
- لئو گوردون
- مایکل وین
- فرد آلدریچ
- فرد گراهام